# Маклорен (лунный кратер)
Кратер Маклорен (лат. Maclaurin) — крупный древний ударный кратер в восточной экваториальной области видимой стороны Луны. Название присвоено в честь шотландского математика Колина Маклорена (1698—1746) и утверждено Международным астрономическим союзом в 1935 г. Образование кратера относится к нектарскому периоду.

## Описание кратера

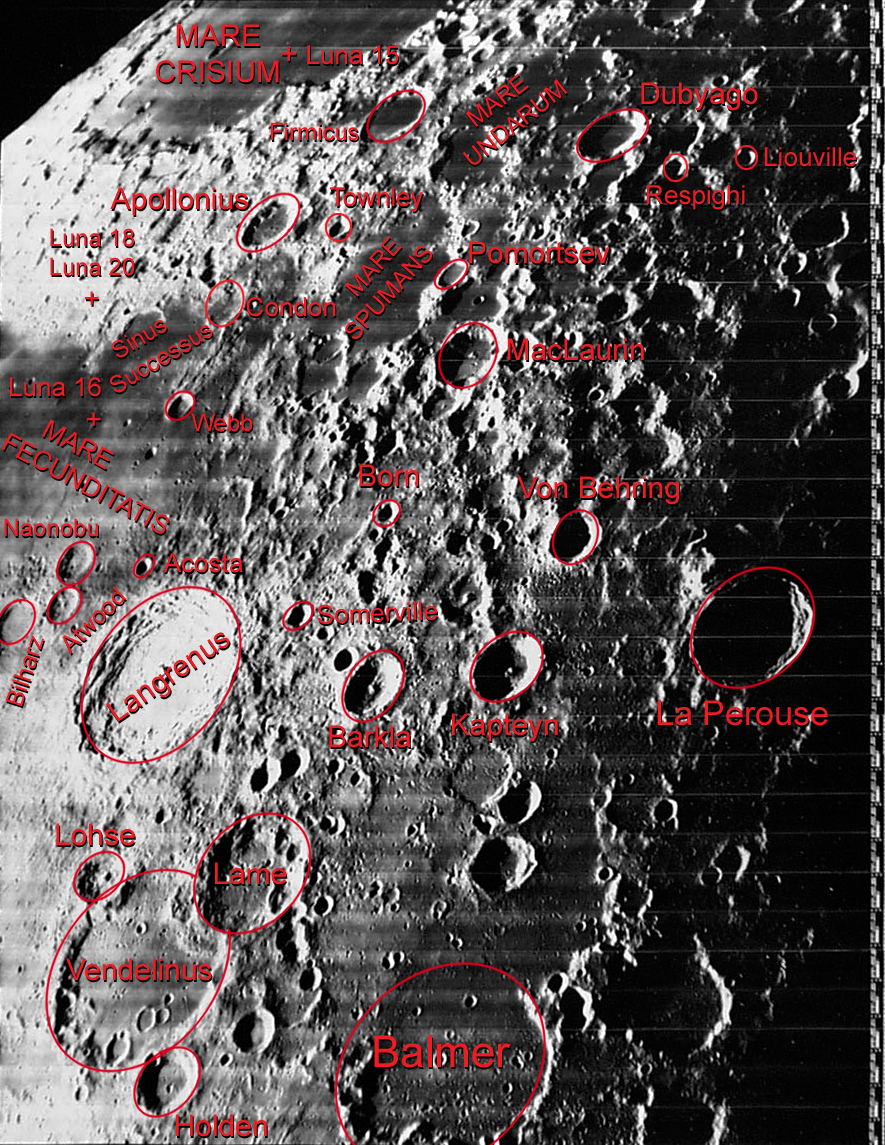
Окрестности кратера Маклорен. Снимок зонда Lunar Orbiter - IV.

Ближайшими соседями кратера являются кратер Харгривс на западе; кратер Поморцев на севере-северо-западе; кратер Респиги на северо-востоке; кратер Ранкин на востоке-юго-востоке; кратер Борн на юге-юго-западе и кратер Морли на западе-юго-западе. На западе от кратера Маклорен находится Море Изобилия; на северо-западе Море Пены; на севере Море Волн.
Селенографические координаты центра кратера 1°55′ ю. ш. 67°59′ в. д. / 1,92° ю. ш. 67,99° в. д., диаметр 54,3 км, глубина 3380 м.
Кратер Маклорен имеет полигональную форму и значительно разрушен за длительное время своего существования. Вал сглажен, в юго-восточной части вала имеется широкий проход. Высота вала над окружающей местностью достигает 1120 м, объем кратера составляет приблизительно 2000 км³.  Дно чаши ровное, возможно переформировано лавой, и имеет низкое альбедо. В центре чаши расположен невысокий хребет.

## Сателлитные кратеры
| Маклорен | Координаты                                          | Диаметр, км |
| -------- | --------------------------------------------------- | ----------- |
| A        | 3°14′ ю. ш. 67°34′ в. д. / 3,23° ю. ш. 67,56° в. д. | 29,1        |
| B        | 3°41′ ю. ш. 71°29′ в. д. / 3,68° ю. ш. 71,49° в. д. | 36,1        |
| C        | 1°15′ ю. ш. 69°24′ в. д. / 1,25° ю. ш. 69,4° в. д.  | 30,6        |
| D        | 7°04′ ю. ш. 69°53′ в. д. / 7,07° ю. ш. 69,88° в. д. | 11,2        |
| E        | 3°30′ ю. ш. 65°37′ в. д. / 3,5° ю. ш. 65,61° в. д.  | 25,1        |
| G        | 7°05′ ю. ш. 66°59′ в. д. / 7,08° ю. ш. 66,98° в. д. | 18,8        |
| H        | 1°35′ ю. ш. 64°06′ в. д. / 1,58° ю. ш. 64,1° в. д.  | 42,0        |
| J        | 2°34′ ю. ш. 69°23′ в. д. / 2,57° ю. ш. 69,38° в. д. | 14,9        |
| K        | 0°58′ ю. ш. 66°49′ в. д. / 0,97° ю. ш. 66,81° в. д. | 34,7        |
| L        | 1°25′ ю. ш. 71°29′ в. д. / 1,41° ю. ш. 71,48° в. д. | 28,3        |
| M        | 4°53′ ю. ш. 69°11′ в. д. / 4,88° ю. ш. 69,18° в. д. | 42,1        |
| N        | 3°49′ ю. ш. 68°23′ в. д. / 3,82° ю. ш. 68,39° в. д. | 30,7        |
| O        | 0°08′ ю. ш. 67°34′ в. д. / 0,14° ю. ш. 67,56° в. д. | 41,5        |
| P        | 6°07′ ю. ш. 69°27′ в. д. / 6,11° ю. ш. 69,45° в. д. | 31,9        |
| T        | 1°52′ ю. ш. 65°20′ в. д. / 1,86° ю. ш. 65,34° в. д. | 33,3        |
| U        | 4°02′ ю. ш. 66°25′ в. д. / 4,04° ю. ш. 66,42° в. д. | 18,8        |
| W        | 0°35′ с. ш. 68°13′ в. д. / 0,59° с. ш. 68,22° в. д. | 22,2        |
| X        | 0°05′ с. ш. 68°43′ в. д. / 0,09° с. ш. 68,71° в. д. | 18,6        |

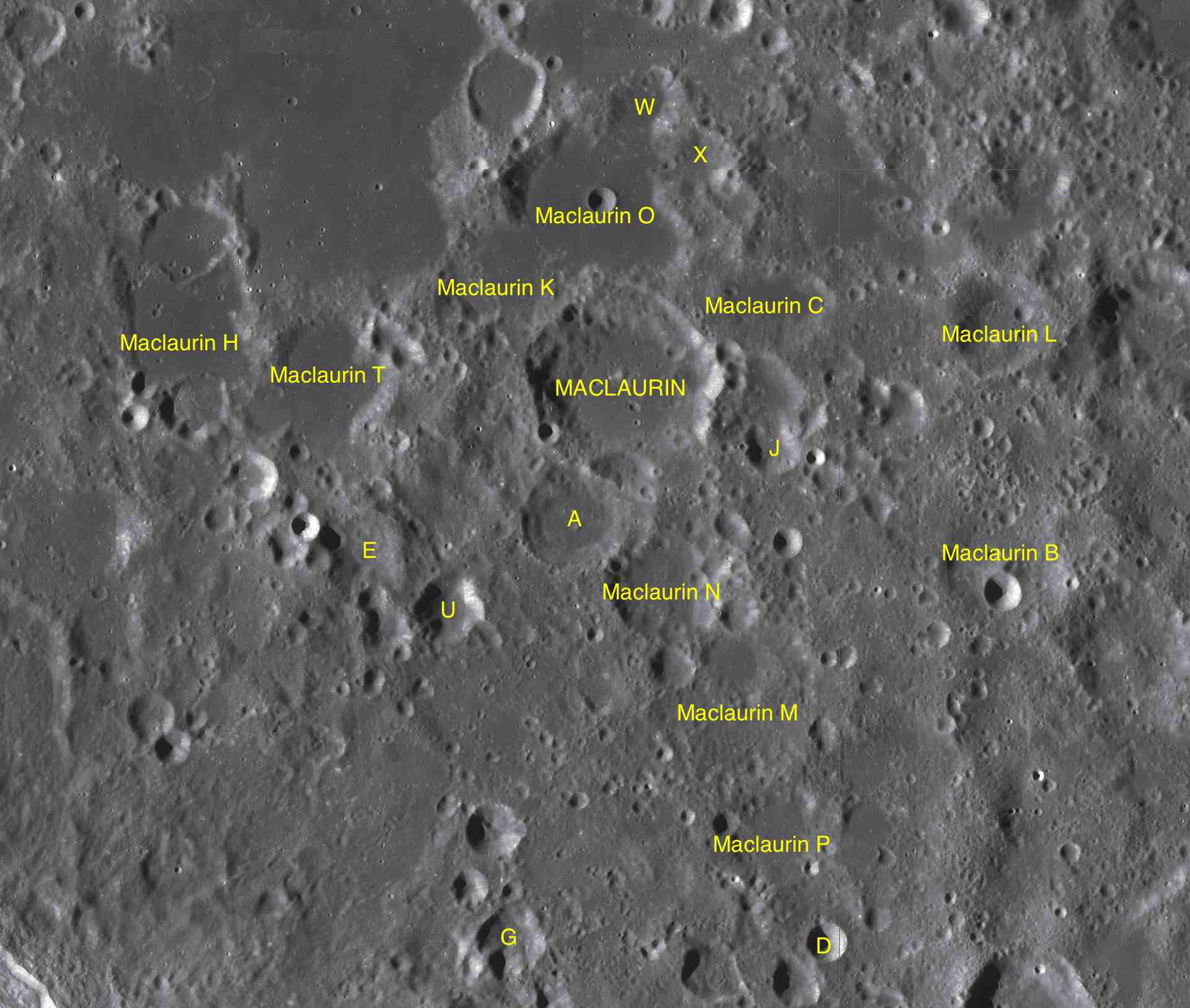
Фрагменты карт LAC-62, LAC-63, LAC-80, LAC-81.

- Сателлитный кратер Маклорен F в 1979 г. переименован в кратер Беринг.
- Сателлитный кратер Маклорен R в 1976 г. переименован в кратер Морли.
- Сателлитный кратер Маклорен Y в 1979 г. переименован в кратер Борн.

## См.также
- Список кратеров на Луне
- Лунный кратер
- Морфологический каталог кратеров Луны
- Планетная номенклатура
- Селенография
- Минералогия Луны
- Геология Луны
- Поздняя тяжёлая бомбардировка